# Żegocina (gmina)
Żegocina est une gmina rurale du powiat de Bochnia, Petite-Pologne, dans le sud de la Pologne. Son siège est le village de Żegocina, qui se situe environ 21 km au sud de Bochnia et 46 km au sud-est de la capitale régionale Cracovie.
La gmina couvre une superficie de 35,23 km2 pour une population de 5 069 habitants.

## Géographie
La gmina borde la ville de Bochnia et les gminy de Laskowa, Lipnica Murowana, Nowy Wiśnicz et Trzciana.
La gmina compte les villages de Bełdno, Bytomsko, Łąkta Górna et Rozdziele.